# Bałanda
Bałanda, ros. баланда − zupa z posiekanych i ugotowanych na mleku młodych liści łobody i ostu. Według rosyjskiej "Wielkiej encyklopedii sztuki kulinarnej" jest to danie wywodzące się z ludu Mordwinów-Mokszów. W rosyjskiej gwarze więziennej oznacza więzienną zupę, tak np. w polskich relacjach z ZSRR czy u Sołżenicyna (Jeden dzień Iwana Denisowicza, Archipelag GUŁag). Termin ten przeniknął również do polskiej gwary więziennej.